# Judgment Night (raccolta)
Judgment Night: A Selection of Science Fiction (o semplicemente Judgment Night in alcune edizioni) è una raccolta di romanzi e racconti di fantascienza composti da Catherine Lucille Moore e originariamente editi sulla rivista Astounding Science Fiction fra l'agosto 1943 e il settembre 1950; fu pubblicata per la prima volta negli Stati Uniti nel 1952 dalla casa editrice Gnome Press.
Si tratta della prima edizione in volume di opere composte dalla sola Moore e da lei firmata, mentre la precedente antologia A Gnome There Was and Other Tales of Science Fiction and Fantasy (Simon & Schuster, 1950) raccoglieva collaborazioni fra Moore e il marito Henry Kuttner firmate con lo pseudonimo di Lewis Padgett.

## Contenuto della raccolta
L'antologia comprende i due romanzi auto-conclusivi Judgment Night e Paradise Street, il racconto auto-conclusivo The Code e la breve saga di racconti intitolata Theresholders, composta da Promised Land e Heir Apparent. Si indica per ciascun testo la prima edizione su rivista.
1. Judgment Night, Astounding Science Fiction agosto e settembre 1943.
2. Paradise Street, Astounding Science Fiction settembre 1950.
3. Promised Land, Astounding Science Fiction febbraio 1950.
4. The Code, Astounding Science-Fiction luglio 1945.
5. Heir Apparent, Astounding Science Fiction luglio 1950.

## Edizioni

### Edizione italiana
L'antologia nel suo complesso non è mai stata tradotta in Italiano, tuttavia due dei cinque testi sono apparsi in volumi miscellanei:
- Promised Land come Terra Promessa in Alia. L'arcipelago del fantastico 3, CS Coop. Studi Libreria Editrice, 2005.
- Heir Apparent come L'erede legittimo in [L'erede legittimo], Nova SF* a. XVI (XXXIV) n. 46 (88), Perseo Libri, dicembre 2000.